# آسودگی
آسوده یا آسودگی (به انگلیسی: Relief) یک احساس مثبت است که وقتی چیزی ناخوشایند، دردناک یا ناراحت‌کننده اتفاق نیفتاده یا به پایان رسیده است، تجربه می‌شود.
اغلب با آه همراه است، چیزی که نشان‌دهنده انتقال عاطفی است، تسکین به‌طور جهانی شناخته می‌شود، و به عنوان یک احساس بنیادین قضاوت می‌شود.
در مطالعه‌ای در سال ۲۰۱۷ که در Psychology منتشر شد، پیشنهاد شد که آسودگی احساسی باشد که می‌تواند اضطراب را از طریق اجتناب تقویت کند یا مکانیزم سازگاری مقابله‌ای در هنگام استرس یا ناامیدی باشد.

## انواع آسودگی (نزدیک به از دست دادن و تکمیل وظیفه)
آسودگی اغلب به عنوان یک مفهوم مورد بحث قرار می‌گیرد، اما زمانی که از افراد خواسته می‌شود به سناریوهایی فکر کنند که در آن آسودگی را تجربه کرده‌اند، حدود نیمی از آنها به سناریوهای تقریباً از دست دادن فکر می‌کنند و نیمی دیگر به سناریوهای تکمیل وظیفه فکر می‌کنند. تسکین نزدیک به از دست دادن، تجربه دوری از یک چیز بد است، به عنوان مثال لغو آزمونی که فرد فراموش کرده است برای آن آماده شود. آسودگی تکمیل وظیفه پس از پایان یک کار ناخوشایند، به عنوان مثال یک اظهارنامه مالیاتی پیچیده، تجربه می‌شود.
برای آزمایش اینکه آیا واقعاً دو نوع آسودگی وجود دارد یا خیر، پژوهشگران سناریویی را ایجاد کردند که در آن افراد مجبور بودند پس از یک بار گوش دادن به آهنگ، در مقابل رهبر آزمایش، آهنگی را بخوانند. در یک شرط (نزدیک به از دست دادن)، به شرکت‌کنندگان گفته شد که پس از همهٔ آنها ناچار نیستند که آواز بخوانند. در شرط دیگر (تکمیل وظیفه)، آهنگ را به خوبی خواندند.
آسودگی نزدیک از دست دادن تقریباً منجر به تفکر خلاف واقع بیشتر شد (یعنی "اگر طور دیگری پیش می‌رفت چه می‌شد") و همچنین احساس انزوای اجتماعی بیشتری داشت. به نظر می‌رسد که آسودگی نزدیک از دست دادن افراد را تحریک می‌کند تا بیشتر دربارهٔ سناریوی آینده فکر کنند، شاید چگونه از تکرار چنین اتفاقی جلوگیری کنند. از سوی دیگر، آسودگی تکمیل وظیفه، ممکن است استقامت در برابر کارهای دشوار را تقویت کند.